# Mycetophila bifila
Mycetophila bifila är en tvåvingeart som beskrevs av Freeman 1951. Mycetophila bifila ingår i släktet Mycetophila och familjen svampmyggor. Inga underarter finns listade i Catalogue of Life.